# Огнёв-Майданский сельсовет
Огнёв-Майданский сельсове́т — административно-территориальное образование и упразднённое муниципальное образование (сельское поселение 2006—2019 гг.) в Воротынском районе Нижегородской области России.
Административный центр — село Огнёв-Майдан.

## Географическое положение
Огнёв-Майданский сельсовет сельсовет находится к югу от Воротынца возле автотрассы «Волга».  В состав сельсовета , помимо Огнёв-Майдана, входит 8 населённых пунктов. Сельсовет на западе граничит с Красногорским сельсоветом на юге со Спасским районом, на востоке с Семьянским сельсоветом. По территории сельсовета протекают реки Урга, впадающая в Суру, Чугунка, Калитка, Огнёвка.

## Население
| 2002  | 2010  | 2012  | 2013  | 2014  | 2015  | 2016  |
| ----- | ----- | ----- | ----- | ----- | ----- | ----- |
| 1289  | ↘1188 | ↘1186 | ↘1181 | ↗1190 | ↘1165 | ↘1149 |
| 2017  | 2018  | 2019  |       |       |       |       |
| ↘1123 | ↘1109 | ↘1076 |       |       |       |       |

## Состав
В состав сельсовета входят 9 населённых пунктов.
| № | Населённый пункт | Тип населённого пункта | Население |
| - | ---------------- | ---------------------- | --------- |
| 1 | Елвашка          | село                   | ↘157      |
| 2 | Красные Языки    | посёлок                | ↘0        |
| 3 | Красный Восток   | посёлок                | ↗63       |
| 4 | Крутцы           | деревня                | ↗17       |
| 5 | Новая Жизнь      | посёлок                | ↘5        |
| 6 | Огнёв-Майдан     | село                   | ↘468      |
| 7 | Покровка         | деревня                | ↘3        |
| 8 | Покров-Майдан    | село                   | ↘475      |
| 9 | Юрты             | посёлок                | ↘0        |